# Marktbrunnen (Homberg)

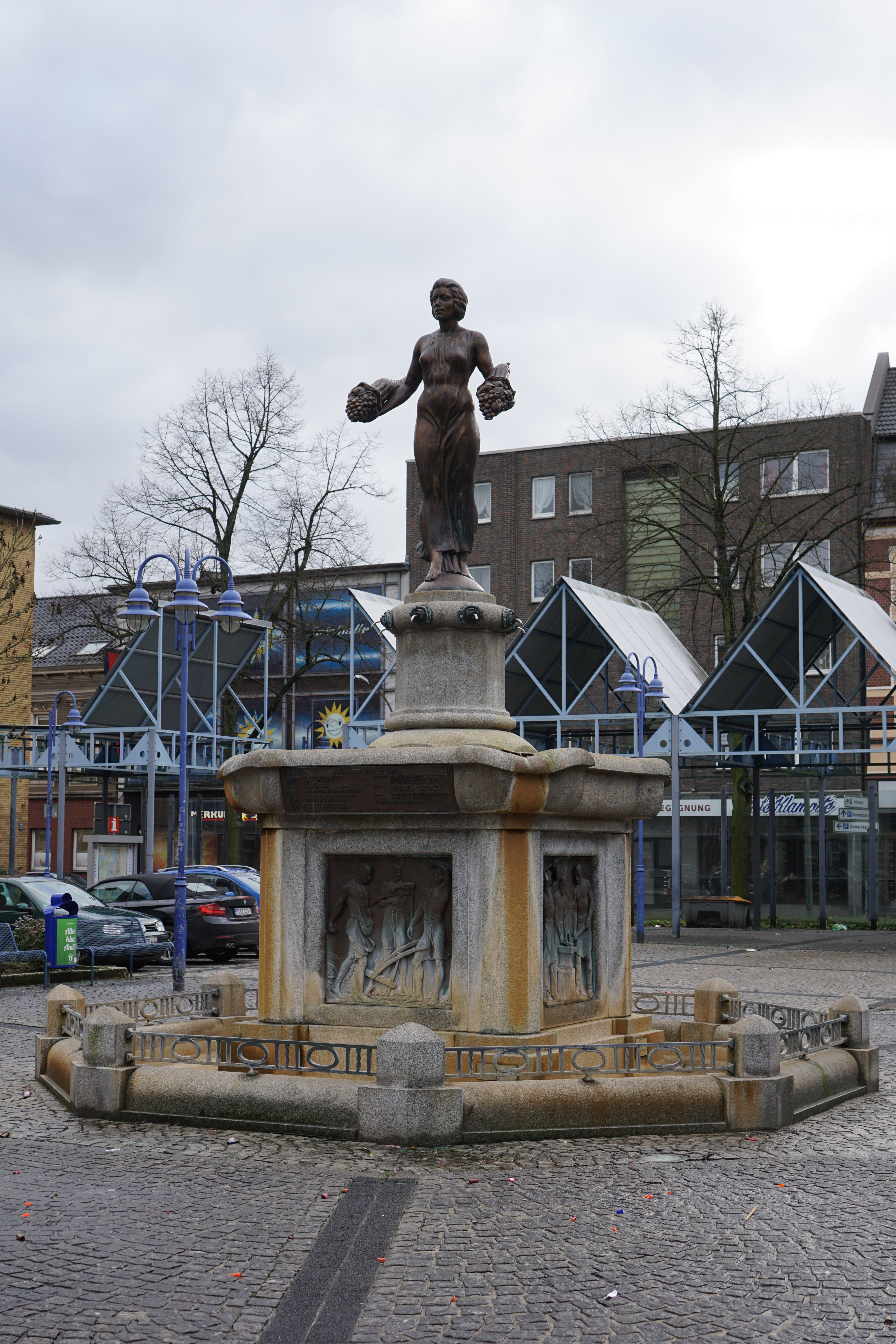
Der Marktbrunnen auf dem Bismarckplatz in Homberg

Der Marktbrunnen auf dem Bismarckplatz im Duisburger Stadtteil Homberg wurde im Jahr 1913 eingeweiht und nach dem Abbau im Zweiten Weltkrieg in den 1990er Jahren rekonstruiert. Die Anlage steht heute unter Denkmalschutz.

## Geschichte
Der zentrale Platz in Homberg erhielt aus Anlass des 80. Geburtstages des Fürsten Otto von Bismarck im Jahr 1895 den Namen Bismarckplatz. In der Folge entwickelte sich hier der regelmäßig abgehaltene Homberger Wochenmarkt. Der Brunnen geht auf eine Stiftung des Homberger Maschinenfabrikanten Johann Schmitz zurück. Zusammen mit einigen weiteren Privatpersonen und dem Gemeinderat gab er im Jahr 1912 den Brunnen in Auftrag.
Als ausführender Künstler konnte der Dresdner Bildhauer Carl Brose gewonnen werden. Eingeweiht werden konnte der Marktbrunnen am 16. Juni 1913. Die auf dem Brunnen angebrachte „Dame des Glücks“ erhielt im Volksmund bald den Namen „Komps Traut“. 1940 wurde die Figur demontiert und als Metallspende für die Wehrmacht eingeschmolzen. Der Brunnen blieb bis zum Jahr 1955 bestehen, ehe er im Zuge einer Neugestaltung des Platzes abgebaut wurde. Durch das Engagement des Historischen Kreises Homberg e. V. konnte der Brunnen rekonstruiert werden. Am 8. September 1990 wurde er erneut eingeweiht.

## Beschreibung
Der Homberger Marktbrunnen wird heute als Baudenkmal geführt. Umgeben von einem achteckigen Becken mit einer Einfassung aus Granit und einem schmiedeeisernen Gitter, das Formen des Jugendstils aufgreift, erhebt sich der Brunnen als Vierkantblock. Das Wasser fließt aus einem Postament in eine ausladende, muschelförmige Schale aus Granit. Den Abschluss des Brunnens bildet die plastische Bronzeskulptur der „Dame des Glücks“, die zwei Füllhörner in ihren Händen trägt. Sie schreitet voran und symbolisiert die wirtschaftliche Bedeutung von Landwirtschaft, Schifffahrt, Bergbau und Industrie, die für den Aufstieg Hombergs im 19. Jahrhundert wichtig waren.